# Bokermannohyla clepsydra
Bokermannohyla clepsydra é uma espécie de anfíbio da família Hylidae. Endêmica do Brasil, pode ser encontrada na Serra da Bocaina nos estados de São Paulo e Rio de Janeiro.